# David Blair (mornar)
David Blair, znan tudi pod vzdevkom Davy, britanski mornar, pomorščak in častnik * 11. november 1874, Broughty Ferry, † 10. januar 1955, Hendon, Middlesex.                    
Blair je bil pomorščak, ki je služil v britanski družbi White Star Line. Kratek čas je bil drugi častnik na ladji RMS Titanic med ladijskimi testiranji na morju, vendar je bil premeščen iz Titanica kmalu potem, ko je Titanic priplul v Southampton. Njegov odhod z ladje naj bi povzročil, da naj bi s seboj vzel ključ omare v katerem so bili spravljeni daljnogledi za ladijske opazovalce, zaradi česar opazovalci na Titanicu nikoli niso dobili daljnogledov. Ta dogodek je bil v preiskavi o nesreči močno kritiziran in je bil tudi ena največjih napak pri krstni plovbi.

## Položaj na Titanicu in odhod z ladje
David Blair, rojen leta 1874 v Broughty Ferryu, je bil premeščen na nepotopljivo ladjo RMS Titanic kot njen drugi častnik. Ko je Titanic opravljal svoja testiranja na morju, je bil Blair drugi častnik na Titanicu in je ostal na ladji tudi, ko je izplula iz Belfasta.
Ko je Titanic 4. aprila priplul v Southampton, se je družba White Star Line odločila, da bo na Titanic kot glavnega častnika premestila Henrya Tingle Wildea, ki je predtem služboval na ladji RMS Olympic in je dan pred prihodom Titanica nameraval odpotovati na ladji Olympic v ZDA. Tako je Wilde zapustil ladijski krov ladje Olympic in se kmalu vkrcal na Titanic. William Murdoch, ki je bil predtem glavni častnik, je postal prvi častnik, Charles Lightoller, ki pa je bil predtem prvi, pa je postal drugi častnik. Blair je bil po tej zamenjavi izpisan iz seznama posadke na Titanicu in je tako zapustil ladjo dan pred odhodom na njeno krstno plovbo. Nekaj dni preden je Titanic zapustil Southampton, je Blair svoji sestri napisal pismo v katerem je napisal: "To je čudovita ladja. Res mi je zelo žal, da ne bom mogel potovati na njeni prvi plovbi."

## Ključ o omari z daljnogledi
Ko se je Blair 9. aprila 1912 izkrcal in s tem zapustil Titanic, je s seboj vzel ključ omare z daljnogledi, verjetno po pomoti. Verjetno je to razlog, da posadka med plovbo ni dobila daljnogledov za opazovanje. Po drugih različicah daljnogledov sploh ni bilo v omari, ampak jih je Blair za seboj pustil v njegovi kabini, ali pa jih je vzel s seboj, ker je imel na krovu tudi svoj zasebni daljnogled. Manjkajoči daljnogledi, ki so bili eden glavnih dejavnikov pri potopu Titanica, je postala točka preiskave pri poznejših preiskavah o potopitvi.
Pri preiskavah sta sodelovala tudi opazovalca Frederick Fleet in Reginald Lee, ki sta bila na opazovalnici na sprednjem jamborju v času, ko je Titanic trčil v ledeno goro in sta predtem na ladji že večkrat zaprosila za daljnoglede. Pri ameriški preiskavi o nesreči je Fleet povedal, da bi ledeno goro opazil veliko prej če bi imel pri sebi daljnogled. Na vprašanje "Koliko prej?" je Fleet odgovoril: "No dovolj prej, da bi lahko pravočasno zavili in s tem preprečili trk". Po mnenju pravnega izvedenca Garyja Slapperja, Blairjev odvzem ključa omare z daljnogledi ni bil pomemben razlog za nesrečo, saj je bilo še veliko drugih vzrokov. 
Ključ je ostal na Blairjevem domu, preden ga je Blairjeva hči podarila mednarodnemu mornariškemu društvu. 22. septembra 2007 je bil prodan skupini predmetov, vključno s pismom, ki ga je na Titanicu napisal Blair in vozovnico iz Belfasta s katero se je vkrcal na ladjo. Ključ je kupil Shen Dongjun, predsednik kitajske divizije TESIRO za 90.000 funtov in je trenutno na ogledu v Nankingu.
Dražitelji so glede pomena ključa povedali, da je domneva, da bi ključ lahko rešil Titanic, če ne bi zapustil ladje. Povedali so tudi, da bodo denar od dražbe ključa porabili za postavitev štipendije v Blairjevo ime.

## Poznejši dogodki
Blair je leta 1913 služil kot prvi častnik na ladji SS Majestic, ko je zaposlen natakar v kavarni skočil čez ladijski krov; noč predtem se je nekdanji član posadke pa lastni želji uspel utopiti. Medtem, ko se je z ladje spuščal reševalni čoln, je Blair skočil v morje in odplaval proti moškemu, ki se je takrat utapljal. Čeprav je ladja tudi prispela do moškega, je bil Blair pohvaljen za svoje dejanje v časopisu New York Times in do potnikov prejel denar ter medaljo Royal Humane Society. 
Blair je skupaj z Charlesom Lightollerjem (ki je preživel potop Titanica) služboval na ladji RMS Oceanic do leta 1914, ko je ladja nasedla na obalo med svojo vojaško misijo. Kot krmar je Blair pri posledični preiskavi, prejel krivdo za preusmeritev ladje v napačno smer.

## Smrt
David Blair je umrl 10. januarja 1955 v Hendonu, v Middlesexu, star 80 let.